# Cristian Sain
Cristian Carlos Iván Sain (General Pico, 23 marzo 1993) è un calciatore argentino, difensore dell'Atenas (RC).

## Caratteristiche tecniche
È un terzino sinistro.

## Carriera
Cresciuto nelle giovanili del Colón (SF), fa il debutto in prima squadra il 12 ottobre 2013, disputando da titolare il match pareggiato per 0-0 contro l'All Boys.